# Eremosynaceae
Eremosynaceae es el nombre de una familia de plantas dicotiledóneas con un único género Eremosyne. Actualmente este género se incluye en la familia Escalloniaceae.

## Especies
- Eremosyne pectinata